# パルク・デ・プランス
パルク・デ・プランス（仏: Parc des Princes フランス語発音: [paʁk de pʁɛ̃s]）は、フランス・パリ16区にあるサッカー専用スタジアム。スタッド・ジャン＝ブーアンやスタッド・ローラン・ギャロスの付近に位置している。
収容人数は47929人で、1974年よりパリ・サンジェルマンFCがホームスタジアムとして使用している。なお、1998年以前は、サッカーフランス代表とラグビーフランス代表もホームスタジアムとして使用していた。全席着席方式のスタジアムで、四方向のスタンドに囲まれている。
設計はフランス人建築家のロジャ・タイリベールとイラン人建築家のシアヴァシュ・テイモウリによって行われ、建設には9000万フランが投じられ、1972年5月25日にオープンした。なお、それ以前にも1897年に初代、1932年に2代目のスタジアムが建設されており、現在のスタジアムは3代目である。
このスタジアムにおけるサッカーの観客動員記録は1983年のUEFAカップウィナーズカップにおける準々決勝第1戦のパリ・サンジェルマン対KワーテルシェイSVトール・ヘンクにおける49575人だが、1989年ファイブネーションズチャンピオンシップのフランス対ウェールズ戦で50370人の観客を記録しており、これが全体での最多動員記録である。

## 歴史

### 初代 (1897 - 1932)
スタジアムのある地域は、フランス革命以前は王室の森林公園であった  (スタジアム名にパルクが含まれるのはこのためである)  。従前は研究所であった。
1897年に周長666mの長円形スタジアムとして誕生した。当時はスタッド・ヴェロドローム・デュ・パルク・デ・フランスと呼ばれていた。この初代スタジアムには3000以上の座席と728ヤードのトラックが整備されていた。しかしながら構造が劣悪だったため、同年のこけら落しとなる7月18日には一般の観客は入ることができなかった。このままでは自転車競技場としての機能を果たせないと考えた、ツール・ド・フランスの生みの親である、アンリ・デグランジュの意向により、1903年から1967年まで同レースの最終ゴール地点と定めた。また、1900年UCIトラック世界選手権大会でも使用された。
1903年には初めてサッカーの試合が行われ、イングランド代表対パリの一流選手で構成されたチームの試合が行われた。また、1905年にはフランス代表対スイス代表の試合も行われた。1906年にはラグビーフランス代表がニュージーランド代表と対戦した。
これらが契機となって、1924年のパリオリンピックの会場の候補にも推挙されたが、周長が長い分、カントが低い設定となっていたことが嫌われる形となっていたほか、座席も増設されたものの20000席であったことなどが要因で、同年のパリオリンピックのトラックレースの会場は、1900年のパリオリンピックの開会式会場となった、ヴェロドローム・ド・ヴァンセンヌが選出された。

### 2代目 (1932 - 1972)
上述のパリオリンピック会場誘致失敗を契機とし、デグランジュの後を受けてツール・ド・フランスのレース責任者となったジャック・ゴデの意向により、1932年に従前の666mから454mに改修され、また観客席も2万人収容から4万人収容へと大幅に増築された。
1932年4月19日にオープンしたが、快適性の観点から座席はオープン間もなく38000席に減らされた。
一方で当時、4万人という収容人員を誇るスタジアムが、フランス国内にあまりなかった背景から、競技場内のフィールドを利用して、球技場としても利用されることになった。改修以前にもサッカーやラグビーの試合が行われたこともあったが、改修後はその頻度が急増した。とりわけ、1938年のFIFAワールドカップや、1954年の第1回ラグビーリーグ・ワールドカップの決勝戦、及び1960年の第1回UEFA欧州選手権の開催が契機となり、後述する、サッカー用スタジアムへの転身へと繋がっていくことになった。

### 3代目 (1972 - 現在)
現在、パルク・デ・プランスが建っている場所は上述の通り元々は自転車競技場であったが、1970年にそれまでプロサッカークラブとは無縁であったパリに、パリSGが発足したのに合わせて1972年にそれまでの自転車競技場に手を加える形で誕生した。
前述の通り、ロジャ・タイリベールとシアヴァシュ・テイモウリによって設計されたこのスタジアムは、フランスの中でも有名なスタジアムの一つとなっている。また、楕円形の屋根に照明を組み込んだ初めてのスタジアムでもある。
リーグ・アンに所属しているパリ・サンジェルマンFCのホームスタジアムであり、サン＝ドニのスタッド・ド・フランス（約8万人収容）が完成する以前は、パリにおけるサッカー、ラグビーのフランス代表のホームスタジアムであった。
サッカーの国際大会ではUEFA欧州選手権（1984年大会・2016年大会）や1998 FIFAワールドカップ、2019 FIFA女子ワールドカップで使用されており、欧州選手権では1984年大会の決勝開催地となった。ラグビーワールドカップでは1991年大会と2007年大会で使用された。2024年パリオリンピックではサッカー会場として使用される。
2012年～2016年にかけて、アメリカ人建築家トム・シーハンのもと、幾度かの改修も行われた。改修には座席の位置の調整、新しいベンチと更衣室の整備などが含まれている。この改修により、スタジアムの収入は4倍増加した。
約5万人収容という程よい大きさと交通の便のよさのためか、パリSGは現在もスタッド・ド・フランスに本拠地を移転せずパルク・デ・プランスを使用し続けている。

## 開催された主な試合

### サッカー
- 1938 FIFAワールドカップ

| 日付          | ホームチーム | 結果         | アウェーチーム | ラウンド       |
| ------------- | ------------ | ------------ | -------------- | -------------- |
| 1938年6月4日  | ドイツ       | 1-1 (a.e.t.) | スイス         | 1回戦          |
| 1938年6月9日  | ドイツ       | 2-4          | スイス         | 1回戦 (再試合) |
| 1938年6月16日 | ハンガリー   | 5-1          | スウェーデン   | 準決勝         |

- 1960 欧州ネイションズカップ

| 日付          | ホームチーム | 結果 | アウェーチーム | ラウンド |
| ------------- | ------------ | ---- | -------------- | -------- |
| 1960年7月6日  | フランス     | 4-5  | ユーゴスラビア | 準決勝   |
| 1960年7月10日 | ソビエト連邦 | 2-1  | ユーゴスラビア | 決勝     |

- UEFA欧州選手権1984

| 日付          | ホームチーム | 結果 | アウェーチーム | ラウンド  |
| ------------- | ------------ | ---- | -------------- | --------- |
| 1984年6月12日 | フランス     | 1-0  | デンマーク     | グループA |
| 1984年6月20日 | スペイン     | 1-0  | 西ドイツ       | グループB |
| 1984年6月27日 | フランス     | 2-0  | スペイン       | 決勝      |

- 1998 FIFAワールドカップ

| 日付          | ホームチーム | 結果 | アウェーチーム | ラウンド   |
| ------------- | ------------ | ---- | -------------- | ---------- |
| 1998年6月15日 | ドイツ       | 2-0  | アメリカ合衆国 | グループF  |
| 1998年6月19日 | ナイジェリア | 1-0  | ブルガリア     | グループD  |
| 1998年6月21日 | アルゼンチン | 5-0  | ジャマイカ     | グループH  |
| 1998年6月25日 | ベルギー     | 1-1  | 韓国           | グループE  |
| 1998年6月27日 | ブラジル     | 4-1  | チリ           | ラウンド16 |
| 1998年7月11日 | オランダ     | 1-2  | クロアチア     | 3位決定戦  |

- UEFA EURO 2016

| 日付          | ホームチーム   | 結果 | アウェーチーム | ラウンド   |
| ------------- | -------------- | ---- | -------------- | ---------- |
| 2016年6月12日 | トルコ         | 0-1  | クロアチア     | グループD  |
| 2016年6月15日 | ルーマニア     | 1-1  | スイス         | グループA  |
| 2016年6月18日 | ポルトガル     | 0-0  | オーストリア   | グループF  |
| 2016年6月21日 | 北アイルランド | 0-1  | ドイツ         | グループC  |
| 2016年6月25日 | ウェールズ     | 1-0  | 北アイルランド | ラウンド16 |

- 2019 FIFA女子ワールドカップ

| 日付          | ホームチーム     | 結果 | アウェーチーム | ラウンド         |
| ------------- | ---------------- | ---- | -------------- | ---------------- |
| 2019年6月7日  | フランス         | 4-0  | 韓国           | グループステージ |
| 2019年6月10日 | アルゼンチン     | 0-0  | 日本           | グループステージ |
| 2019年6月13日 | 南アフリカ共和国 | 0-1  | 中国           | グループステージ |
| 2019年6月16日 | アメリカ合衆国   | 3-0  | チリ           | グループステージ |
| 2019年6月19日 | スコットランド   | 3-3  | アルゼンチン   | グループステージ |
| 2019年6月24日 | スウェーデン     | 1-0  | カナダ         | ラウンド16       |
| 2019年6月28日 | フランス         | 1-2  | アメリカ合衆国 | 準々決勝         |

- 国際Aマッチ

- 国際大会

| 日付           | ホームチーム       | 結果 | アウェーチーム           | ラウンド                              |
| -------------- | ------------------ | ---- | ------------------------ | ------------------------------------- |
| 1956年6月13日  | レアル・マドリード | 4-3  | スタッド・ランス         | UEFAチャンピオンズカップ1955-56決勝   |
| 1978年5月3日   | RSCアンデルレヒト  | 4-0  | FKアウストリア・ウィーン | UEFAカップウィナーズカップ1977-78決勝 |
| 199５年5月10日 | アーセナルFC       | 1-2  | レアル・サラゴサ         | UEFAカップウィナーズカップ1994-95決勝 |
| 1998年5月6日   | SSラツィオ         | 0-3  | インテル・ミラノ         | UEFAカップ1997-98決勝                 |

## アクセス
- メトロ（地下鉄）：
  -  9号線 Porte de St-Cloud駅
  -  10号線 Porte d'Auteuil駅